# アドリアン・ソラーノ
アドリアン・ソラーノ（スペイン語: Adrián Solano、1994年10月21日 - ) とはベネズエラのクロスカントリースキー選手。2017年より大会に参加している。

## 経歴
本職は料理人である。ソラーノは2017年ノルディックスキー世界選手権に出場するまでローラースキーを使って練習を続けていた。その後練習のためにスウェーデンに渡ろうとしたが、パリにてスキーベネズエラ代表チームの実態や政治的な理由による移住を疑われベネズエラに強制送還された。
フィンランドのテレビ司会者であるアレスキー・バラボリ(Aleksi Valavuori)がラハティで開催される世界選手権にソラーノが出場するためのクラウドファンディングをGoFundMeで行った。これまで実際の雪を見たことがなかったソラーノは10kmクラシカル予選で初めて競技に出場したが、約39分後の3.9キロメートル地点で棄権した。翌日、フリースタイルスプリント予選に出場し、1.6キロメートルを13分で完走した。
インターネット上で話題となった10キロメートルクラシカルでの競技映像には、何度も転倒したり、ポールが壊れたり、コーチによるアシスタントを受けるシーンが収めされており、複数のメディアはソラーノを「世界一下手なスキー選手」と揶揄しマイケル・エドワーズやカルガリーオリンピックジャマイカボブスレーチームを引き合いに出した。
ニコラス・マドゥロベネズエラ大統領はソラーノを強制送還したフランスに遺憾の意を示し「フランス政府によるベネズエラの選手に対する侮辱であり強く抗議する。」と非難した。また、与党のベネズエラ統一社会党がソラーノに援助しているという疑惑が持ち上がっているが、ソラーノは、援助はラハティでの大会に出場するためのクラウドファンディングによるもののみだとコメントした。
ソラーノは2022年冬季オリンピックにベネズエラ代表として出場することを目標としている。